# Chelsie Giles
Chelsie Lauren Giles (Coventry, 25 gennaio 1997) è una judoka britannica, vincitrice della medaglia di bronzo nei -52 chilogrammi.

## Palmarès
- Giochi olimpici

Tokyo 2020: bronzo nei 52 kg;
- Giochi europei

Minsk 2019: bronzo nel -52 kg;